# جون-اریق
جون-اریق (به قرقیزی: Жоон-Арык суусу، جوون ارىق سۇۇسۇ) یک آب‌گذر و رود در قرقیزستان است که در استان نارین واقع شده‌است.